# 小行星8532
小行星8532（英語：8532）是一颗围绕太阳公转的小行星。1992年12月29日，串田嘉男、村松修在八之岳发现了此天体。
这颗小行星的绝对星等为27.2762068063143等。